# هاینس هوپف
هاینس هوپف (سوئدی: Heinz Hopf؛ ‏ ۱۱ نوامبر ۱۹۳۴ – ۲۳ ژانویهٔ ۲۰۰۱) بازیگر اهل سوئد بود.
از فیلم‌هایی که وی در آن نقش داشته‌است، می‌توان به  فانی و الکساندر، دلهره‌آور - فیلمی بی‌رحمانه، روزی که دلقک گریست، دوستان، دختر، ۱۹۳۹، قلاب‌سنگ و زوج دوست‌داشتنی اشاره کرد.